# Anomaly: Warzone Earth
Anomaly: Warzone Earth — стратегічна відеогра піджанру Tower Offence, розроблена 11 bit studios та видана 8 квітня 2011 року для Windows та Mac OS X. Жанр гри визначається як Tower Offence, «зворотній Tower Defense» або «Tower Attack», оскільки, на відміну від класичних Tower Defense, гравець не будує башти для оборони від ворогів, а навпаки, проводить свої війська між ворожими баштами.
Дія гри розгортається в недалекому майбутньому, в 2018 році, коли на Землю впали уламки іншопланетного космічного корабля, захищені «аномаліями» — зонами, що не скануються з супутників. Гравець виступає в ролі командира загону («14-й загін»), посланого для розслідування аномалій і нейтралізації можливих небезпек.

## Ігровий процес

Війська на шляху між ворогами: командир задіяв ремонт техніки, а літак прямує скинути припаси

### Кампанія
Гравець керує командиром і технікою, яку повинен провести між баштами до вказаного місця. Командир не може атакувати сам, але здатний лагодити техніку, створювати димові завіси, викликати авіаудар і ставити приманки для ворогів. Всі ці можливості збираються на місцевості, вони виглядають як значки відповідної можливості і отримуються за знищення цілей або як підкріплення від командування. Командир має запас здоров'я, який з часом відновлюється, коли командир не отримує ушкоджень. Якщо ж він загине, то за кілька секунд автоматично відродиться.
Перед початком завдання і потім в будь-який час гравець перемикається на тактичну карту, де вибирає техніку, відповідно до наявних коштів, змінює її порядок, і прокладає маршрут руху. Впродовж виконання завдання обстановка на карті змінюється і гравець повинен змінювати маршрут. Кожний вид техніки вдосконалюється за зібрані кошти, що збільшує його міцність і силу атаки. Всього можна тричі вдосконалити кожну бойову одиницю.
Іноді на карті зустрічаються поклади іншопланетної речовини куросаріуму, які збираються будь-яким юнітом, здатним атакувати. Куросаріум дає додаткові кошти на покупку нових військ і вдосконалення наявних.
Противники представлені різноманітними механічними баштами різних типів, які по-різному себе поводять. Так, одні атакують повільно, але сильно, інші не обертаються, але безперервно потужно стріляють перед собою. Існують і башти, що захоплюють контроль над військами гравця, змушуючи їх атакувати командира. Після знищення кожної дається трохи коштів і з різною ймовірністю скидається значок можливості командира. Успіхи гравця виражаються по завершенню місії в очках і медалях.

### Побічні місії
Завершивши відповідну главу кампанії, гравець отримує змогу випробувати своє мислення і швидкість реакції, спробувавши знищити хвилі появи ворогів. Є дві карти для цього: багдадська і токійська. З кожною хвилею в якійсь частині карти виникають ворожі башти, контейнери куросаріуму та чужопланетна енергостанція, яку слід знищити. На знищення кожної станції дається 5 хвилин, після чого підраховуються очки і скидаються припаси. Кожна хвиля складніша за попередню, охорону енергостанції складають потужніші башти, а їхнє розташування ставить гравця у все менш вигідні умови.

### Бонусні місії
Також існують ускладнені бонусні місії, в яких немає командира, а обраний на початку шлях неможливо змінити. За фабулою, командира ув'язнено під силовим куполом, а гравець повинен визволити його, пробившись крізь охорону з башт. Хоча маршрут один, за гравцем лишається контроль які саме війська і в якому порядку боротимуться. Місії поділені на етапи, де слід знищити скупчення башт на шляху. Після завершення етапу війська отримують змогу підібрати куросаріум і ремонтуються. Прямо на карті показується який гравець з усього світу досягнув найбільших успіхів у даному етапі. По завершенню чи в разі програшу гравцеві повідомляється статистика і яке місце він зайняв у світовому списку гравців.

## Сюжет
Через два тижні після падіння іншопланетних кораблів 14-й загін висаджується в Багдаді і прямує до краю аномалії — силового куполу над місцем падіння корабля. З аномалії вилітають сингулярності, що змушує швидко змінювати маршрут, але батальйон все ж входить в аномалію. З-під землі вириваються роботизовані башти, які атакують загін. Зусиллями командира вдається пробитися до радарної станції і почати дослідження аномалії. Там же виявляється невідома речовина куросаріум, яку доручають зібрати.
Люди використовують куросаріум собі на користь і загін, попутно рятуючи жителів і вчених, просувається до центру аномалії. На допомогу приходить жінка-водій Вероніка Шарп, яка керує новою розробкою — генератором захисного поля. Раптово башти починають обстрілювати фрагмент корабля, який живить силовий купол. Після того як 14-й загін знищує башти, корабель відключає силове поле і аномалія над Багдадом зникає. З'являється думка, що корабель і башти ворожі одне до одного, і корабель створював аномалію аби не випустити з-під неї машини.
14-й загін переміщується до аномалії в Токіо. Шарп дає надиво точні поради щодо протистояння баштам. Спершу все йде за планом, але транспортний конвертоплан збивають машини. Командир проводить війська до місця його аварійної посадки і надалі мусить оберігати від атак. В Токіо зустрічаються нові види башт, в тому числі такі, що захоплюють управління людською технікою. Отримавши в розпорядження новітній танк «Дракон», загін дістається до ворожого корабля-процесора, який керує баштами. Це виявляється пасткою, процесор створює генератори силового щита, який не дає вийти за його межі. Коли оборона зломлена і генератори знищено, процесор перелітає в Багдад.
На допомогу командування починає орбітальне бомбардування башт. Скоро машини збивають навігацію і бомбардування починає вдаряти по військах гравця. Процесор посилює башти, а коли не встоює під натиском, здійснює посадку на фрагмент впалого раніше в місті корабля. Шарп пробирається в уламки корабля і повідомляє, що є представницею цивілізації, яка давно бореться з машинами-нападниками. Процесор атакує все навколо, але 14-й загін все-одно долає його. Командування вітає бійців, але оголошує, що повинне взяти надто підозрілу Шарп під арешт. Вона залишає на фрагменті корабля Землю до того, як її встигають схопити.

## Продовження
- Anomaly: Korea — анонсоване 11 bit studio в серпні 2012 року і випущене того ж року продовження гри. Події відбуваються через кілька місяців після Anomaly: Warzone Earth в Кореї, після другого нападу машин на Землю[8].
- Anomaly 2 — наступне продовження, що вийшло 15 травня 2013 року. Всі війська отримали можливість перемикатися між двома режимами. Сюжет базується на боротьбі людства з прибульцями в 2034 році на майже повністю вкритій льодом Землі[9].
- Anomaly Defenders — остання гра в серії, випущена 29 травня 2014 року. Вона являє собою звичний Tower Defense, де гравець управляє баштами, а противниками виступають люди. За сюжетом тепер прибульці рятуються втечею з Землі, відступаючи під натиском людей[10].